# I Want Candy
I Want Candy é uma canção gravada pela banda The Strangeloves em 1965. O seu lançamento atingiu a posição de número onze na parada Billboard Hot 100.

## Composição
I Want Candy foi escrita por Bert Berns, Bob Feldman, Jerry Goldstein e Richard Gottehrer em 1965. Como escritor / produtor, Feldman, Goldstein e Gottehrer já haviam conseguido grandes êxitos comerciais para outros artistas, incluindo My Boyfriend's Back, do grupo feminino Angels. Para esta canção, o trio assumiu o apelido de Strangeloves e gravou a faixa por conta própria, que recebeu a adição de músicos de estúdio (o co-escritor Berns não estave envolvido na gravação do estúdio).
Embora Feldman, Goldstein e Gottehrer usassem seus nomes reais nos créditos de escrita e produção deste single, eles alegaram que os Strangeloves eram na verdade três irmãos australianos (e ex-criadores de ovelhas) chamados Giles, Miles e Niles Strange. Feldman, Goldstein e Gottehrer vestidos com perucas felpudas e roupas exóticas para fotos publicitárias como os Strangeloves.
I Want Candy, o segundo single do Strangeloves, atingiu o top 10 no Canadá e alcançou o 11º lugar nos Estados Unidos. A gravação não obteve êxito nas paradas no Reino Unido - ou no chamado país nativo dos Strangeloves, a Austrália.

## Versão de Aaron Carter
Aaron Carter lançou uma versão cover de I Want Candy como seu sétimo single geral, e o segundo single retirado de seu segundo álbum de estúdio, Aaron’s Party (Come Get It) (2000).
Esta versão de I Want Candy inicia-se com uma conversa telefônica entre Carter e um amigo sobre uma garota chamada Candy e contém a participação de seu irmão Nick Carter, do grupo Backstreet Boys. Carter a promoveu, apresentando-a no programa Lizzie McGuire. Um vídeo musical foi produzido para promover o single, dirigido por Andrew MacNaughtan. Carter lançou ainda um remix autoproduzido da canção no ano de 2018, como parte de seu  álbum Love.

### Faixas e formatos
Single
1. I Want Candy (album version) – 3:13
2. I Want Candy (instrumental) – 3:13

Maxi CD
1. I Want Candy (album version) – 3:13
2. I Want Candy (instrumental) – 3:13
3. Jump Jump – 2:39

### Desempenho nas tabelas musicais
| Paradas (2000)                        | Melhor posição |
| ------------------------------------- | -------------- |
| Austrália (ARIA)                      | 27             |
| França (SNEP)                         | 46             |
| Alemanha (Offizielle Deutsche Charts) | 68             |
| Países Baixos (Dutch Top 40)          | 27             |
| Países Baixos (Single Top 100)        | 21             |
| Escócia (Scottish Singles Chart)      | 35             |
| Suécia (Sverigetopplistan)            | 10             |
| Reino Unido (UK Singles Chart)        | 31             |
| Reino Unido (OCC UK Indie)            | 9              |

## Versão de Melanie C
Original do Strangeloves em 1965, I Want Candy já teve várias regravações desde os anos 1980: Bow Wow Wow, Aaron Carter e Good Charlotte já fizeram suas versões. Com o lançamento da comédia I Want Candy, Barnaby Thompson, mesmo de Spice World - O Mundo das Spice Girls, viu em Melanie C a cantora ideal para regravar a música com o mesmo nome do filme.
I Want Candy  é a nova tentativa de Mel no Reino Unido, depois de anos de divulgação para o resto da Europa.
O single foi pouco divulgado no Reino Unido, porque Melanie estava divulgando The Moment You Believe na Alemanha, Suíça e Áustria.
I Want Candy foi escolhida para a trilha sonora da novela portuguesa Morangos com Açúcar e Melanie participou de um episódio da novela cantando a música.

### Faixas e formatos
I Want Candy - CD1
1. I Want Candy (Single Version)
2. I Want Candy (Club Junkes Mix)
3. I Want Candy (So-Lo's Electric Vocal Mix)
4. I Want Candy (So-Lo's Filtered Disco Dub)
5. I Want Candy (Vídeo)
I Want Candy - Vinil
1. I Want Candy (Single Version)
2. Already Gone

### Desempenho nas tabelas musicais
| Paradas (2007) | Posição |
| -------------- | ------- |
| Reino Unido    | 24      |
| Portugal       | 1       |
| Itália         | 9       |
| Rússia         | 1       |
| Alemanha       | 22      |
| Áustria        | 28      |
| Austrália      | 7       |
| Suíça          | 14      |
| Dinamarca      | 9       |